# MiRNA

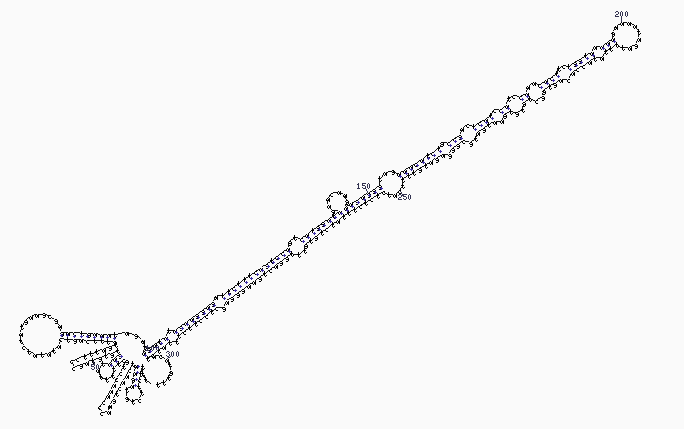
Struktura pre-microRNA z rostliny Brassica oleracea

miRNA neboli microRNA jsou jednovláknové řetězce nekódující RNA o délce 21–23 nukleotidů, které se podílejí na regulaci genové exprese. miRNA vznikají transkripcí z genů v DNA, ale následně nedochází k jejich translaci v protein. Namísto toho se každý primární transkript miRNA (tzv. pri-miRNA) páruje s některými vlastními komplementárními bázemi a nakonec se mění na plně funkční miRNA. Tyto molekuly jsou částečně komplementární k určitým molekulám mRNA vyskytujícím se v buňce a jsou schopné regulovat (konkrétně snižovat) tímto výrobu proteinů, které tyto mRNA kódují. K objevu miRNA došlo v roce 1993 v týmu Leeho a jeho spolupracovníků v laboratoři Victora Ambrose, ale termín microRNA je mnohem mladší – pochází z roku 2001 z článků v Science.
miRNA se vyskytují zejména u rostlin a živočichů, ale vyvinula se u těchto skupin asi nezávisle.

## Vznik a úpravy miRNA

Kaskáda úpravy miRNA, na jejímž konci je komplex RISC schopný regulovat expresi

Geny kódující miRNA jsou mnohem delší (obsahují více nukleotidů), než finální upravené miRNA. miRNA je totiž nejprve v jádře hrubě přepsána polymerázami do podoby asi 70 nukleotidů dlouhého řetězce pri-miRNA s čepičkou na 5' konci a poly-A koncem na straně druhé. První úpravy obstarává u živočichů proteinový komplex známý jako Microprocessor complex. Ten je složený z nukleázy jménem Drosha a proteinu Pasha, schopného vázat na sebe dvouvláknovou RNA. Tento komplex mění pri-miRNA na tzv. pre-miRNA Následně pre-miRNA vstupuje do cytoplazmy, kde interaguje s endonukleázou jménem Dicer za vzniku miRNA, jenž se váže do komplexu RISC (RNA-induced silencing complex). Právě RISC je schopen utlumovat expresi genů, jev známý jako RNA interference. U rostlin je celá kaskáda vzniku miRNA mírně odlišná, což je dáno tím, že u rostlin není přítomen protein Drosha a jeho roli v podstatě zastává Dicer.

## Funkce
Funkce miRNA zřejmě spočívá v regulaci genů a jejich exprese. Molekuly miRNA jsou komplementární k části jedné nebo několika konkrétních mRNA. Živočišná miRNA vykazuje komplementaritu obvykle k regionu 3' UTR (část mRNA nekódující proteiny, ale vykonávající některé jiné regulační funkce vztahující se k dané molekule mRNA), zatímco rostlinná miRNA je komplementární ke kódujícím regionům messenger RNA. Když se spárují odpovídající řetězce miRNA a mRNA, je obvykle inhibována translace této mRNA v protein. Někdy je namísto toho usnadněn rozklad molekuly mRNA: v tomto případě zřejmě vznik dvouvláknové RNA navozuje v buňce proces podobný RNA interferenci způsobované siRNA molekulami. MiRNA může zřejmě také zasáhnout DNA, která koresponduje s danou mRNA, na níž se miRNA navázala – v tomto případě fungují miRNA spolu s proteiny. označovanými jako miRNP (microribonuclear proteins).

## Role miRNA v medicíně
Špatná funkce či regulace miRNA může způsobit v některých případech vážné choroby. Proto je miRNA v centru pozornosti vědců a její výzkum je velmi žádán. Poprvé byla deregulace miRNA v kancerogenezi spojena se vznikem leukémií a lymfomů. Dnes se hledají léky na bázi miRNA, které by pomáhaly například při onemocněních rakovinné povahy a nemocech kardiovaskulární a nervové soustavy.
Některé studie například zjistily, že pokud jsou myši uměle modifikovány tak, aby produkovaly nadměrné množství proteinu c-myc (který má roli ve vzniku rakoviny), umírají na rakovinu mnohem dříve, pokud navíc jejich těla produkují nadměrné množství miRNA. Jiný výzkum prokázal, že miRNA se podílí na regulaci proteinu E2F1, který má roli v proliferaci buněk. V tomto případě se miRNA váže na mRNA a brání tím translaci. Je také možné na základě měření aktivity několika stovek genů kódujících miRNA u pacientů trpících nádorovým bujením zjistit, o jaký typ rakoviny se jedná a z jaké tkáně rakovina vznikla.
Je zřejmé, že miRNa má značný vliv i na činnost srdce. Exprese genů pro miRNA se u lidí s poruchami srdeční činnosti značně odlišuje od zdravých lidí. Zřejmé je to zejména v případě kardiomyopatie,, ale i v případě embryonálního vývoje srdce, poruch vývoje (hypertrofie) a podobně.
Nejnovější studie také ukázaly, že miRNA produkované rýží (a dalšími rostlinami) nejenže přežívá trávicí proces živočichů, ale dokonce ovlivňuje svojí činností expresi genů. Například MIR168a interferuje s mRNA, ze které se translatuje receptor pro LDL. Dochází tak k utlumení schopnosti živočichů odstraňovat z plazmy LDL.

## Další role miRNA
U rostlin jsou miRNA jedním z mechanismů, které patogeny využívají k překonání obranných mechanismů rostlin a usnadnění jejich kolonizace. Stále více důkazů ale naznačuje, že i prospěšné mikroby využívají miRNA k usnadnění symbiózy. Např. mykorhizní houba Pisolithus microcarpus kóduje miRNA, která vstupuje do rostlinných buněk a stabilizuje symbiotickou interakci.